# Diadelia strandiella
Diadelia strandiella är en skalbaggsart som beskrevs av Stefan von Breuning 1940. Diadelia strandiella ingår i släktet Diadelia och familjen långhorningar. Inga underarter finns listade i Catalogue of Life.